# 마츠오카 나오야
마츠오카 나오야(일본어: 松岡直也, 1937년 5월 9일 ~ 2014년 4월 29일)는 일본의 음악가로서, 라틴풍이 가미된 일본식 재즈와 퓨전 음악의 작곡가이자 편곡가, 피아니스트다.
영화나 텔레비전 프로그램의 주제가나 테마 음악들을 제작하였으며 나카모리 아키나의 노래 〈미 아모레〉(ミ・アモーレ / Meu amor e…)의 작곡가로 알려져 있다.